# Collegio elettorale di Suzzara (Camera dei deputati)
Il collegio di Suzzara fu un collegio elettorale uninominale della Repubblica Italiana per l'elezione della Camera dei deputati. Apparteneva alla circoscrizione Lombardia 3 e fu utilizzato per eleggere un deputato nella XII, XIII e XIV legislatura.
Venne istituito nel 1993 con la cosiddetta Legge Mattarella (Legge n. 277, Nuove norme per l'elezione della Camera dei deputati), attuata in seguito al referendum abrogativo del 1993. La legge istituì per la Camera dei deputati e per il Senato della Repubblica un sistema di elezione misto, in parte maggioritario e in parte proporzionale. Il 75% dei parlamentari dell'assemblea veniva eletto in collegi uninominali tramite sistema maggioritario a turno unico; il restante 25% alla Camera veniva eletto tramite sistema proporzionale con liste bloccate.
Il collegio venne abolito insieme a tutti gli altri che costituivano la Camera con la promulgazione della legge elettorale successiva, la cosiddetta Legge Calderoli. Questa prevedeva un sistema proporzionale con premio di maggioranza, che alla Camera veniva attribuito a livello nazionale.

## Territorio
Il collegio di Suzzara era uno dei 74 collegi uninominali in cui era suddivisa la Lombardia e, come previsto dal D.Lgs. del 20 dicembre 1993 n. 536, era interamente compreso nelle provincia di Mantova e comprendeva i seguenti comuni: Borgofranco sul Po, Carbonara di Po, Dosolo, Felonica, Gonzaga, Magnacavallo, Moglia, Motteggiana, Ostiglia, Pegognaga, Pieve di Coriano, Poggio Rusco, Pomponesco, Quingentole, Quistello, Revere, San Benedetto Po, San Giacomo delle Segnate, San Giovanni del Dosso, Schivenoglia, Sermide, Serravalle a Po, Sustinente, Suzzara, Viadana e Villa Poma.

## Eletti
| Elezione | Elezione     | Deputato          | Partito           |
| -------- | ------------ | ----------------- | ----------------- |
|          | 1994         | Willer Bordon     | Progressisti (AD) |
|          | 1996         | Franco Raffaldini | L'Ulivo (PDS)     |
| 2001     | L'Ulivo (DS) | Franco Raffaldini |                   |

## Dati elettorali

### XII legislatura

#### Risultati proporzionale
| Coalizioni        | Coalizioni           | Liste                           | Liste                              | Voti   | %     |
| ----------------- | -------------------- | ------------------------------- | ---------------------------------- | ------ | ----- |
|                   | Progressisti         |                                 | Partito Democratico della Sinistra | 28.343 | 32,80 |
|                   | Progressisti         | Rifondazione Comunista          | 6.109                              | 7,07   |       |
|                   | Progressisti         | Partito Socialista Italiano     | 3.240                              | 3,75   |       |
|                   | Progressisti         | Alleanza Democratica            | 1.210                              | 1,40   |       |
|                   | Progressisti         | La Rete - Movimento Democratico | 691                                | 0,80   |       |
| Totale coalizione | Totale coalizione    | 39.593                          | 45,82                              |        |       |
|                   | Polo delle Libertà   |                                 | Forza Italia                       | 15.878 | 18,37 |
|                   | Polo delle Libertà   | Lega Nord                       | 11.528                             | 13,34  |       |
| Totale Coalizione | Totale Coalizione    | 27.406                          | 31,71                              |        |       |
|                   | Patto per l'Italia   |                                 | Partito Popolare Italiano          | 10.805 | 12,50 |
|                   | Alleanza Nazionale   | Alleanza Nazionale              | Alleanza Nazionale                 | 5.014  | 5,80  |
|                   | Lista Pannella       | Lista Pannella                  | Lista Pannella                     | 2.805  | 3,25  |
|                   | Lega Alpina Lumbarda | Lega Alpina Lumbarda            | Lega Alpina Lumbarda               | 794    | 0,92  |
| Totale            | Totale               | Totale                          | Totale                             | 86.417 |       |

#### Risultati uninominale
|                               | Willer Bordon ✔️ Eletto | Progressisti                             | 37 838 | 44,55 |  |  |  |  |  |
|                               | Andrea Merlotti         | Polo delle Libertà (FI - LN - CCD - UDC) | 30 656 | 36,09 |  |  |  |  |  |
|                               | Mario Beltrami          | Patto per l'Italia                       | 10 624 | 12,51 |  |  |  |  |  |
|                               | Francesco Fatti         | Alleanza Nazionale                       | 5 825  | 6,86  |  |  |  |  |  |
| Totale                        | Totale                  | Totale                                   | 84 943 | 100   |  |  |  |  |  |
|                               |                         |                                          |        |       |  |  |  |  |  |
| Fonte: Ministero dell'interno |                         |                                          |        |       |  |  |  |  |  |

### XIII legislatura

#### Risultati proporzionale
| Coalizioni        | Coalizioni          | Liste                                     | Liste                              | Voti   | %     |
| ----------------- | ------------------- | ----------------------------------------- | ---------------------------------- | ------ | ----- |
|                   | L'Ulivo             |                                           | Partito Democratico della Sinistra | 27.739 | 32,82 |
|                   | L'Ulivo             | Popolari per Prodi (PPI-SVP-PRI-UD-Prodi) | 5.323                              | 6,30   |       |
|                   | L'Ulivo             | Rinnovamento Italiano                     | 4.045                              | 4,79   |       |
|                   | L'Ulivo             | Federazione dei Verdi                     | 2.176                              | 2,57   |       |
| Totale coalizione | Totale coalizione   | 39.283                                    | 46,48                              |        |       |
|                   | Polo per le Libertà |                                           | Forza Italia                       | 13.293 | 15,73 |
|                   | Polo per le Libertà | Alleanza Nazionale                        | 7.738                              | 9,15   |       |
|                   | Polo per le Libertà | CCD-CDU                                   | 4.325                              | 5,12   |       |
| Totale coalizione | Totale coalizione   | 25.356                                    | 30,00                              |        |       |
|                   | Lega Nord           | Lega Nord                                 | Lega Nord                          | 13.534 | 16,01 |
|                   | Progressisti        |                                           | Rifondazione Comunista             | 6.350  | 7,51  |
| Totale            | Totale              | Totale                                    | Totale                             | 84.523 |       |

#### Risultati uninominale
|                               | Franco Raffaldini ✔️ Eletto | L'Ulivo             | 43 868 | 52,64 |  |  |  |  |  |
|                               | Giorgio Pini                | Polo per le Libertà | 24 228 | 29,07 |  |  |  |  |  |
|                               | Luca Bianchi                | Lega Nord           | 15 247 | 18,29 |  |  |  |  |  |
| Totale                        | Totale                      | Totale              | 83 343 | 100   |  |  |  |  |  |
|                               |                             |                     |        |       |  |  |  |  |  |
| Fonte: Ministero dell'interno |                             |                     |        |       |  |  |  |  |  |

### XIV legislatura

#### Risultati proporzionale
| Coalizioni        | Coalizioni              | Liste                                 | Liste                   | Voti   | %     |
| ----------------- | ----------------------- | ------------------------------------- | ----------------------- | ------ | ----- |
|                   | L'Ulivo                 |                                       | Democratici di Sinistra | 25.165 | 31,55 |
|                   | L'Ulivo                 | La Margherita (Dem - PPI - RI- UDEUR) | 7.499                   | 9,40   |       |
|                   | L'Ulivo                 | Il Girasole (FdV - SDI)               | 2.127                   | 2,67   |       |
|                   | L'Ulivo                 | Comunisti Italiani                    | 1.561                   | 1,96   |       |
| Totale coalizione | Totale coalizione       | 36.352                                | 45,58                   |        |       |
|                   | Casa delle Libertà      |                                       | Forza Italia            | 19.145 | 24,00 |
|                   | Casa delle Libertà      | Alleanza Nazionale                    | 6.525                   | 8,18   |       |
|                   | Casa delle Libertà      | Lega Nord                             | 5.781                   | 7,25   |       |
|                   | Casa delle Libertà      | CCD-CDU                               | 1.735                   | 2,18   |       |
| Totale coalizione | Totale coalizione       | 33.186                                | 41,61                   |        |       |
|                   | Rifondazione Comunista  | Rifondazione Comunista                | Rifondazione Comunista  | 4.516  | 5,66  |
|                   | Lista Di Pietro         | Lista Di Pietro                       | Lista Di Pietro         | 2.584  | 3,24  |
|                   | Lista Pannella - Bonino | Lista Pannella - Bonino               | Lista Pannella - Bonino | 1.568  | 1,97  |
|                   | Democrazia Europea      | Democrazia Europea                    | Democrazia Europea      | 1.387  | 1,74  |
|                   | Paese Nuovo             | Paese Nuovo                           | Paese Nuovo             | 126    | 0,16  |
|                   | Abolizione scorporo     | Abolizione scorporo                   | Abolizione scorporo     | 36     | 0,05  |
| Totale            | Totale                  | Totale                                | Totale                  | 79.755 |       |

#### Risultati uninominale
|                               | Franco Raffaldini ✔️ Eletto | L'Ulivo            | 42 927 | 54,04 |  |  |  |  |  |
|                               | Giovanni Fava               | Casa delle Libertà | 30 908 | 38,91 |  |  |  |  |  |
|                               | Alberto Bordina             | Lista Di Pietro    | 3 080  | 3,88  |  |  |  |  |  |
|                               | Rosa Chiericati             | Democrazia Europea | 2 525  | 3,18  |  |  |  |  |  |
| Totale                        | Totale                      | Totale             | 79 440 | 100   |  |  |  |  |  |
|                               |                             |                    |        |       |  |  |  |  |  |
| Fonte: Ministero dell'interno |                             |                    |        |       |  |  |  |  |  |